# Nekrolog November 2010
Nekrolog
◄◄
| ◄
| 2006
| 2007
| 2008
| 2009
| 2010 | 2011 | 2012 | 2013 | 2014 | ► | ►►
Januar |
Februar |
März |
April |
Mai |
Juni |
Juli |
August |
September |
Oktober |
November |
Dezember 2010
Weitere Ereignisse | Allgemeiner Nekrolog 2010
Die Beschreibung der verstorbenen Person sollte so kurz wie möglich gehalten sein und nur deren signifikante Tätigkeit(en) enthalten.
Neue Namen ggf. auch unter dem Geburts- und Sterbedatum, also etwa unter 1. Januar und im Geburts- und Sterbejahr (2024) eintragen (nur bei entsprechender großer Wichtigkeit). Für Beispiele siehe die schon vorhandenen Artikel.
Außerdem über die fünf zuletzt Verstorbenen, zu denen es einen ausreichend guten Artikel für eine Präsentation auf der Hauptseite gibt, nach der todesbedingten Überarbeitung der Artikel ggf. auch unter Wikipedia Diskussion:Hauptseite informieren und sie am besten auch in den anderen Wikipedia-Sprachversionen eintragen. Tipp: Regelmäßig bei news.google.de nach „ist tot“, „gestorben“ oder „verstorben“ suchen.
Wenn eine Person gestorben ist, gibt es viele Seiten zu dieser Person in der Wikipedia, die davon auch betroffen sind und entsprechend aktualisiert werden müssen. Beispiele: Namenübersichtsseite, Geburtsjahr, Geburtsort-Seiten und viele mehr.
Wie finde ich die betroffenen Seiten?
Im Suchfeld auf der linken Seite gibt man den Suchbegriff so ein: „Vorname Nachname“. Dann klickt man auf Volltext und alle Seiten mit entsprechendem Suchtext werden aufgerufen. Hier sieht man dann schnell, wo auch das Todesjahr Sinn macht oder sogar ein Teil des Artikels angepasst werden muss. Auch hilft das „Werkzeug“ auf der linken Seite sehr gut, um solche Seiten aufzufinden: „Links auf diese Seite“. Somit ist die Wikipedia wieder aktuell in allen Bereichen! Hinweis: bei Eintragung der Kategorie „Gestorben JAHR“ wird der Missbrauchsfilter 49 ausgelöst, was jedoch nicht schlimm ist. Siehe: Spezial:Missbrauchsfilter/49
Dies ist eine Liste von im November 2010 verstorbenen bekannten Persönlichkeiten. Die Einträge erfolgen innerhalb der einzelnen Daten alphabetisch sortiert. Tiere sind im Nekrolog für Tiere zu finden.

## November
| Tag            | Name                           | Beruf, bekannt als                                                                                                | Alter | Beleg  |
| -------------- | ------------------------------ | --- | ----- | ------ |
| 1. November    | John Benson                    | britischer Fußballspieler und -trainer                                                                            | 67    |        |
| 1. November    | Sibylle Bergemann              | deutsche Fotografin                                                                                               | 69    |        |
| 1. November    | Mihai Chițac                   | rumänischer Politiker                                                                                             | 81    |        |
| 1. November ?  | Natan Darty                    | französischer Unternehmer                                                                                         | 90    |        |
| 1. November    | José Librado González Castro   | mexikanischer Politiker                                                                                           | ?     |        |
| 1. November    | Monica Johnson                 | US-amerikanische Drehbuchautorin                                                                                  | 64    |        |
| 1. November    | Ed Litzenberger                | kanadischer Eishockeyspieler                                                                                      | 78    |        |
| 1. November    | Juan Sokolich Alvarado         | peruanischer Rundfunk-Direktor                                                                                    | ?     |        |
| 1. November    | Pierre-Luc Séguillon           | französischer Journalist                                                                                          | 70    |        |
| 1. November    | John Sprent                    | englisch-australischer Tierarzt und Parasitologe                                                                  | 95    |        |
| 1. November    | Shannon Tavárez                | US-amerikanische Schauspielerin                                                                                   | 11    |        |
| 2. November    | Rudolf Barschai                | russischer Dirigent                                                                                               | 86    |        |
| 2. November    | Jerry Bock                     | US-amerikanischer Komponist                                                                                       | 81    |        |
| 2. November    | Ueli Brasser                   | Schweizer Politiker und Parteipräsident                                                                           | 58    |        |
| 2. November    | Jim Clench                     | kanadischer Musiker                                                                                               | 61    |        |
| 2. November    | Eddie Hazell                   | US-amerikanischer Jazzmusiker                                                                                     | 76    |        |
| 2. November    | Andy Irons                     | US-amerikanischer Surfer                                                                                          | 32    |        |
| 2. November    | Clyde King                     | US-amerikanischer Baseballspieler                                                                                 | 86    |        |
| 2. November    | Romualdas Krikščiūnas          | litauischer Bischof                                                                                               | 80    |        |
| 2. November    | Herbert Krug                   | deutscher Dressurreiter                                                                                           | 73    |        |
| 2. November    | Enrico Magenes                 | italienischer Mathematiker                                                                                        | 87    |        |
| 2. November    | Hans-Ulrich Niemitz            | deutscher Autor                                                                                                   | 63    |        |
| 2. November    | Alfred Sammer                  | österreichischer Bischofsvikar                                                                                    | 67    |        |
| 2. November    | Jean-Jacques Ségard            | französischer Politiker                                                                                           | 55    |        |
| 2. November    | Reinhard Spitzy                | österreichischer und deutscher Diplomat und Sekretär Ribbentrops                                                  | 98    |        |
| 2. November    | Maria Pacis Irene Vögel        | österreichische römisch-katholische Ordensgeistliche und Missionarin                                              | 79    |        |
| 2. November    | Watanabe Sumiko                | japanische Leichtathletin                                                                                         | 93    |        |
| 3. November    | Helmut Bartenstein             | deutscher Mikropaläontologe                                                                                       | 96    |        |
| 3. November    | Rubén Basoalto                 | argentinischer Musiker                                                                                            | 63    |        |
| 3. November    | Alfons Benedikter              | italienischer Politiker                                                                                           | 92    | [ 1 ]  |
| 3. November    | Bill Colvin                    | kanadischer Eishockeyspieler                                                                                      | 75    |        |
| 3. November    | Emilio Cruz                    | honduranischer Politiker                                                                                          | 50    |        |
| 3. November    | Francisco Dávila Bernal        | mexikanischer Radiomoderator                                                                                      | 68    |        |
| 3. November    | Klaus Ernst                    | Schweizer Psychiater                                                                                              | 86    |        |
| 3. November    | Hotep Idris Galeta             | südafrikanischer Jazzpianist                                                                                      | 69    |        |
| 3. November    | Friedrich Halstenberg          | deutscher Politiker                                                                                               | 90    |        |
| 3. November    | Petros Hanna Issa Al-Harboli   | irakischer Bischof                                                                                                | 64    |        |
| 3. November    | Cilly Levitus-Peiser           | israelisch-deutsche Sozialpädagogin und Holocaustüberlebende                                                      | 85    |        |
| 3. November    | Winfried Matthes               | deutscher Wirtschaftswissenschaftler und Professor                                                                | 69    |        |
| 3. November    | Ovidio Solares                 | spanischer Gewerkschaftsfunktionär                                                                                | 49    |        |
| 3. November    | Jiří Panyr                     | deutscher Mathematiker                                                                                            | 68    |        |
| 3. November    | Sonia Pottinger                | jamaikanische Musikproduzentin                                                                                    | 79    |        |
| 3. November    | Eliahu Toker                   | argentinischer Schriftsteller                                                                                     | 75    |        |
| 3. November    | Erich Staisch                  | deutscher Schriftsteller                                                                                          |       |        |
| 3. November    | Wiktor Tschernomyrdin          | russischer Politiker                                                                                              | 72    |        |
| 3. November    | Pentti Uotinen                 | finnischer Skispringer                                                                                            | 79    |        |
| 3. November    | Michael Vermehren              | deutscher Journalist und Auslandskorrespondent                                                                    | 95    | LN     |
| 3. November    | Dudley Williams                | britischer Biochemiker                                                                                            | 73    |        |
| 4. November    | Sparky Anderson                | US-amerikanischer Baseballspieler, -trainer und -manager                                                          | 76    |        |
| 4. November    | Lothar Barke                   | deutscher Animationsfilmregisseur                                                                                 | 84    |        |
| 4. November    | Eugénie Blanchard              | französische Altersrekordlerin                                                                                    | 114   |        |
| 4. November    | Tahar Cheriaâ                  | tunesischer Cineast                                                                                               | 83    |        |
| 4. November    | Gabriela David                 | argentinische Filmemacherin und Drehbuchautorin                                                                   | 50    |        |
| 4. November    | Antoine Duquesne               | belgischer Politiker                                                                                              | 69    |        |
| 4. November    | Volker Ebers                   | deutscher Kirchenmusiker                                                                                          | 75    |        |
| 4. November    | James Freud                    | australischer Musiker                                                                                             | 51    |        |
| 4. November    | Alois Kraxner                  | österreichischer Bischofsvikar                                                                                    | 77    |        |
| 4. November    | Ljubow Kotschetowa             | russische Radrennfahrerin                                                                                         | 81    |        |
| 4. November    | Charles Le Gall                | französischer Radio- und Fernsehmoderator                                                                         | 89    |        |
| 4. November    | Tiny Mulder                    | niederländische Widerstandskämpferin, Journalistin, Schriftstellerin, Dichterin und Übersetzerin                  | 89    |        |
| 4. November    | Michelle Nicastro              | US-amerikanische Filmschauspielerin und Musicaldarstellerin                                                       | 50    |        |
| 4. November    | Rudy Regalado                  | venezolanischer Musiker                                                                                           | 67    |        |
| 4. November    | Michael Tinkham                | US-amerikanischer Physiker                                                                                        | 82    |        |
| 5. November    | Klaus-Jürgen von Bentivegni    | Direktor beim Bundesnachrichtendienst                                                                             | 79    |        |
| 5. November    | Jutta Burggraf                 | deutsche Theologin                                                                                                | 58    |        |
| 5. November    | Barry Chevannes                | jamaikanischer Soziologe                                                                                          | 70    |        |
| 5. November    | Jill Clayburgh                 | US-amerikanische Schauspielerin                                                                                   | 66    |        |
| 5. November    | Aristide Gorelli               | französischer Fußballspieler                                                                                      | 95    |        |
| 5. November    | Hajo Herrmann                  | deutscher Jagdflieger und Rechtsanwalt                                                                            | 97    |        |
| 5. November    | Waldemar Klein                 | deutscher Fußballfunktionär                                                                                       | 90    |        |
| 5. November    | Ljubo Lah                      | jugoslawischer Künstler                                                                                           | 80    |        |
| 5. November    | Bernd Lohaus                   | deutscher Künstler                                                                                                | 70    |        |
| 5. November    | Henriette van Lynden-Leijten   | niederländische Diplomatin                                                                                        | 60    |        |
| 5. November    | Paco Marsó                     | spanischer Schauspieler                                                                                           | 62    |        |
| 5. November    | Randy Miller                   | US-amerikanischer Musiker                                                                                         | 39    |        |
| 5. November    | Frank Motzkus                  | deutscher Politiker                                                                                               | 70    |        |
| 05. November   | André Passebecq                | französischer Naturtherapeut                                                                                      | 90    |        |
| 5. November    | Adrian Păunescu                | rumänischer Dichter, Journalist und Politiker                                                                     | 67    |        |
| 5. November    | Michael Quasthoff              | deutscher Journalist                                                                                              | 52    |        |
| 5. November ?  | Lothar Reinshagen              | deutscher Leichtathlet                                                                                            | 77    |        |
| 5. November    | Heinz Siebeneicher             | deutscher Radio- und Fernsehmoderator                                                                             | 75    |        |
| 5. November    | Marc Sieber                    | Schweizer Historiker, Politiker und Manager                                                                       | 82    |        |
| 5. November    | Sid Simmons                    | US-amerikanischer Jazzpianist                                                                                     | 63    |        |
| 5. November    | Karl Sinnhuber                 | österreichischer Geograph                                                                                         | 91    |        |
| 5. November    | Tony Tormenta                  | mexikanischer Politiker und Kartell-Chef                                                                          | 48    |        |
| 5. November    | Shirley Verrett                | US-amerikanische Opernsängerin                                                                                    | 79    |        |
| 6. November    | Erwin Latzko                   | deutscher Botaniker                                                                                               | 86    |        |
| 6. November    | Miguel Amed                    | argentinischer Schauspieler und Sänger                                                                            | 54    |        |
| 6. November    | Elmar Bartsch                  | deutscher Sprechwissenschaftler und Theologe                                                                      | 81    |        |
| 6. November    | Fernando Bastos de Ávila       | brasilianischer Schriftsteller und Priester                                                                       | 92    |        |
| 6. November    | Manlio Cecovini                | italienischer Publizist und Politiker                                                                             | 96    |        |
| 6. November    | Helmut Dau                     | deutscher Jurist                                                                                                  | 84    |        |
| 6. November    | Ezard Haußmann                 | deutscher Schauspieler                                                                                            | 75    |        |
| 6. November    | Abdelkrim Hassani              | algerischer Funktionär und Freiheitskämpfer                                                                       | 78    |        |
| 6. November    | Peter Hilton                   | britischer Mathematiker                                                                                           | 87    |        |
| 6. November    | Theo Hirsbrunner               | Schweizer Musikwissenschaftler und Violinist                                                                      | 79    |        |
| 6. November    | Walter Isard                   | US-amerikanischer Ökonom                                                                                          | 91    |        |
| 6. November    | Jo Myong-rok                   | nordkoreanischer Politiker                                                                                        | 82    |        |
| 6. November    | Siddhartha Shankar Ray         | indischer Politiker                                                                                               | 90    |        |
| 6. November    | Djilali Rezkellah              | algerischer Raï-Sänger                                                                                            | 49    |        |
| 6. November    | Michael Seifert                | deutsch-ukrainischer Kriegsverbrecher                                                                             | 86    |        |
| 6. November    | Raimund Walter Sterl           | deutscher Organist, Komponist, Archivar und Musikhistoriker                                                       | 74    |        |
| 7. November    | Richard Freund                 | deutscher Kommunalpolitiker                                                                                       | 90    |        |
| 7. November    | Swetlana Geier                 | deutsche Übersetzerin                                                                                             | 87    |        |
| 7. November    | Georg Heuberger                | deutscher Historiker, Museumsgründer und Funktionär                                                               | 64    |        |
| 7. November    | Gerd Krämer                    | deutscher Sportreporter                                                                                           | 89    |        |
| 7. November    | Yoshinobu Nishizaki            | japanischer Filmproduzent                                                                                         | 75    |        |
| 7. November    | Ilija Obradović                | serbischer Elektroingenieur                                                                                       | 98    |        |
| 7. November    | Hedy Stenuf                    | österreichische Eiskunstläuferin                                                                                  | 88    |        |
| 7. November    | Manfred Tripps                 | deutscher Kunsthistoriker und Lokalpolitiker                                                                      | 85    |        |
| 8. November    | Lino Cignelli                  | italienischer Theologe                                                                                            | 79    |        |
| 8. November    | Quintin Dailey                 | US-amerikanischer Basketballspieler                                                                               | 49    |        |
| 8. November    | Jack Levine                    | US-amerikanischer Maler                                                                                           | 95    |        |
| 8. November    | Peter Mählmann                 | deutscher Bankmanager                                                                                             | 87    |        |
| 8. November    | Emilio Massera                 | argentinischer Politiker                                                                                          | 85    |        |
| 8. November    | Addison Powell                 | US-amerikanischer Schauspieler                                                                                    | 89    |        |
| 8. November    | Ernest Valko                   | slowakischer Jurist und Politiker                                                                                 | 57    |        |
| 8. November    | Lothar Weber                   | deutscher Maler und Grafiker                                                                                      | 85    | [ 2 ]  |
| 9. November    | Elizabeth Carnegy              | britische Politikerin                                                                                             | 85    |        |
| 9. November    | John Jerome Cunneen            | neuseeländischer Bischof                                                                                          | 78    |        |
| 9. November    | Robin Day                      | britischer Designer                                                                                               | 95    |        |
| 9. November    | Robert Donatucci               | US-amerikanischer Politiker                                                                                       | 58    |        |
| 9. November    | Vitus B. Dröscher              | deutscher Sachbuchautor                                                                                           | 85    |        |
| 9. November    | Reginald Hollis                | kanadischer Bischof                                                                                               | 78    |        |
| 9. November    | Wolf-Dieter Hütteroth          | deutscher Geograph und Hochschullehrer                                                                            | 79    |        |
| 9. November    | Albert Wesley Johnson          | kanadischer Rundfunkmanager                                                                                       | 87    |        |
| 9. November    | Ektor Kaknavatos               | griechischer Dichter                                                                                              | 90    |        |
| 9. November    | Wiktor Wladimirowitsch Kopylow | sowjetischer Radrennfahrer                                                                                        | 59    |        |
| 9. November    | Gregorio Barradas Miravete     | mexikanischer Politiker                                                                                           | 28    |        |
| 9. November    | Lursakdi Sampatisiri           | thailändische Politikerin und Unternehmerin                                                                       | 91    |        |
| 9. November    | Hans-Klaus Solterbeck          | deutscher Politiker                                                                                               | 81    |        |
| 10. November   | Georges Aeschlimann            | Schweizer Radrennfahrer                                                                                           | 90    |        |
| 10. November   | Rudolf Baehr                   | deutscher Romanist                                                                                                | 88    |        |
| 10. November   | Dino De Laurentiis             | italienischer Filmproduzent                                                                                       | 91    |        |
| 10. November   | Giannis Drosos                 | griechischer Journalist                                                                                           | 76    |        |
| 10. November   | Lee Harper                     | US-amerikanischer Musiker                                                                                         | 65    |        |
| 10. November   | Tiger Lance                    | südafrikanischer Cricketspieler                                                                                   | 70    |        |
| 10. November   | Gloria Amon Nikoi              | ghanaische Politikerin                                                                                            | 83    |        |
| 10. November   | Rudy Reunes                    | belgischer Jazz-Trompeter                                                                                         | 43    |        |
| 10. November   | Nicola Rizzuto                 | italienischer Mafiapate                                                                                           | 86    |        |
| 10. November   | Josef Seiz                     | deutscher Tischtennisspieler                                                                                      | 76    |        |
| 10. November   | Tony West                      | britischer Musiker                                                                                                | 72    |        |
| 10. November   | Andreas Kirchner               | deutscher Bobsportler                                                                                             | 57    |        |
| 10. November   | Klaus Kröger                   | deutscher Maler                                                                                                   | 89    |        |
| 11. November   | Gheorghe Bozga                 | rumänischer Tischtennistrainer                                                                                    | 58    |        |
| 11. November   | Daud Ibrahim                   | deutscher Radrennfahrer                                                                                           | 63    |        |
| 11. November   | Birte Toepfer                  | deutsche Stiftungsratsvorsitzende                                                                                 | 65    |        |
| 11. November   | Naum Kaidanowski               | russischer Radioastronom                                                                                          | 103   |        |
| 11. November   | Henry van Lyck                 | deutscher Schauspieler                                                                                            | 77    |        |
| 11. November   | Hans-Martin Müller             | deutscher Theologe                                                                                                | 81    |        |
| 11. November   | Marie Osborne                  | US-amerikanische Schauspielerin                                                                                   | 99    |        |
| 11. November   | Léon Vachet                    | französischer Politiker, Abgeordneter in der Nationalversammlung                                                  | 77    |        |
| 12. November   | Stanisław Bobak                | polnischer Skispringer                                                                                            | 54    |        |
| 12. November   | Ernst von Glasersfeld          | österreichischer Philosoph                                                                                        | 93    |        |
| 12. November   | Henryk Mikołaj Górecki         | polnischer Komponist                                                                                              | 76    |        |
| 12. November   | Frank Kämpfer                  | deutscher Historiker                                                                                              | 72    |        |
| 12. November   | Thodoros Sgourdeos             | griechischer Sportjournalist                                                                                      | 80    |        |
| 12. November ? | Oliver Wessel-Therhorn         | deutscher Tanzsporttrainer                                                                                        | 50    |        |
| 12. November   | Hans-Joachim Nimtz             | deutscher Historiker und Journalist                                                                               | 82    |        |
| 13. November   | Karl Brand                     | deutscher Biochemiker                                                                                             | 79    |        |
| 13. November   | Dietrich von Brühl             | deutscher Diplomat                                                                                                | 84    |        |
| 13. November   | Winfried Brugger               | deutscher Rechtswissenschaftler                                                                                   | 60    |        |
| 13. November   | Norman Dennis                  | britischer Soziologe                                                                                              | 81    |        |
| 13. November   | Luis García Berlanga           | spanischer Filmregisseur                                                                                          | 89    |        |
| 13. November   | Alex Grozav                    | rumänischer Rugbyspieler                                                                                          | 21    |        |
| 13. November   | Witold Hatka                   | polnischer Politiker                                                                                              | 71    |        |
| 13. November   | Wolfgang Lesowsky              | österreichischer Schauspieler und Regisseur                                                                       | 68    |        |
| 13. November   | Roberto Michelucci             | italienischer Violinist                                                                                           | 88    |        |
| 13. November   | Claudio Obregón                | mexikanischer Schauspieler                                                                                        | 74    |        |
| 13. November   | Miloš Petrović                 | serbischer Musiker und Hochschullehrer                                                                            | 68    |        |
| 13. November   | Miroslav Plzák                 | tschechoslowakischer Sexualwissenschaftler                                                                        | 85    |        |
| 13. November   | Allan Rex Sandage              | US-amerikanischer Astronom                                                                                        | 84    |        |
| 13. November   | Kurt Schwabe                   | deutscher Archivpfleger                                                                                           | 94    | [ 3 ]  |
| 13. November   | Richard Van Genechten          | belgischer Radrennfahrer                                                                                          | 80    |        |
| 14. November   | Lew Carpenter                  | US-amerikanischer American-Football-Spieler                                                                       | 78    | [ 4 ]  |
| 14. November   | Eugenio Galliussi              | italienisch-französischer Radrennfahrer                                                                           | 95    |        |
| 14. November   | Witold Hatka                   | polnischer Politiker                                                                                              | 71    |        |
| 14. November   | Ken Inman                      | US-amerikanischer American-Football-Spieler                                                                       | 71    |        |
| 14. November   | Rumen Jankow                   | bulgarischer Jurist                                                                                               | 68    |        |
| 14. November   | H. Hellmut Koch                | deutscher Internist und Endokrinologe                                                                             | 66    |        |
| 14. November   | Wolfgang Kolneder              | österreichischer Theaterregisseur                                                                                 | 67    |        |
| 14. November   | Takashi Ochi                   | deutsch-japanischer Mandolinist                                                                                   | 76    |        |
| 14. November   | Wes Santee                     | US-amerikanischer Leichtathlet                                                                                    | 78    |        |
| 14. November   | László Vajda                   | deutscher Völkerkundler                                                                                           | 87    |        |
| 15. November   | Wang Bei                       | chinesische Sängerin                                                                                              | 24    |        |
| 15. November   | Ángel Rubén Cabrera            | uruguayischer Fußballspieler                                                                                      | 71    |        |
| 15. November   | Nikol Joseph Cauchi            | maltesischer Bischof                                                                                              | 81    |        |
| 15. November   | Larry Evans                    | US-amerikanischer Schachspieler                                                                                   | 78    |        |
| 15. November   | Wladimir Feinberg              | sowjetisch-russischer Physiker                                                                                    | 84    |        |
| 15. November   | Hermann Freudenberg            | deutscher Unternehmer                                                                                             | 86    |        |
| 15. November   | Hoshino Tetsurō                | japanischer Liedtexter                                                                                            | 85    |        |
| 15. November   | Ed Kirkpatrick                 | US-amerikanischer Baseballspieler                                                                                 | 66    |        |
| 15. November   | Aubert Lemeland                | französischer Komponist und Schriftsteller                                                                        | 77    |        |
| 15. November   | Edmond Amran El Maleh          | marokkanischer Schriftsteller                                                                                     | 93    |        |
| 15. November   | Hubert Meister                 | deutscher Organist und Musikwissenschaftler                                                                       | 72    |        |
| 15. November   | Imre Polyák                    | ungarischer Ringer                                                                                                | 78    |        |
| 15. November   | Roberto Pregadio               | italienischer Musiker und Moderator                                                                               | 81    |        |
| 15. November   | Kurt W. Rothschild             | österreichischer Ökonom                                                                                           | 96    |        |
| 15. November   | Anlloyd Samuel                 | palauischer Schwimmer                                                                                             | 30    |        |
| 15. November   | Jacques Stroumsa               | griechischer, später französischer und schließlich israelischer Techniker, Musiker und Überlebender des Holocaust | 97    |        |
| 15. November   | Paul Jiang Taoran              | chinesischer Bischof                                                                                              | 84    | [ 5 ]  |
| 16. November   | Paul Calello                   | US-amerikanischer Manager                                                                                         | 49    |        |
| 16. November   | Britton Chance                 | US-amerikanischer Naturwissenschaftler und Segelsportler                                                          | 97    |        |
| 16. November   | Lars Cloos                     | deutsche Internet-Persönlichkeit, bekannt als Big Tasty Kritiker                                                  | 14    |        |
| 16. November   | Ronni Chasen                   | US-amerikanische Publizistin                                                                                      | 64    |        |
| 16. November   | Paul Kintner                   | US-amerikanischer Geophysiker                                                                                     | 64    |        |
| 16. November   | Heinrich Kleemann              | deutscher Politiker                                                                                               | 92    |        |
| 16. November   | Jochen Muhs                    | deutscher Gehörlosenaktivist und Historiker                                                                       | 68    |        |
| 16. November   | Mimi Perrin                    | französische Jazzmusikerin                                                                                        | 84    |        |
| 16. November   | Roberto Risso                  | italienischer Schauspieler                                                                                        | 84    |        |
| 16. November   | Ilie Savu                      | rumänischer Fußballspieler und -trainer                                                                           | 90    |        |
| 16. November   | Peter Schenning                | deutscher Unternehmer, Museumsgründer und Mäzen                                                                   | 87    |        |
| 16. November   | Klaus-Jürgen Schmidt           | deutscher Politiker (Bündnis 90/Die Grünen), MdA                                                                  | 57    |        |
| 16. November   | Jagjit Singh                   | indischer Hockeyspieler                                                                                           | 66    |        |
| 16. November   | Christel Tennyson              | deutsche Mineralogin und Hochschullehrerin                                                                        | 84    |        |
| 16. November   | Selahattin Torkal              | türkischer Fußballspieler und -trainer                                                                            |       |        |
| 16. November   | Winfried Ziemann               | deutscher Buchhändler und Initiator des Jugendbuchpreises Buxtehuder Bulle                                        | 76    |        |
| 17. November ? | Giorgi Arsenischwili           | georgischer Politiker                                                                                             | 68    |        |
| 17. November ? | Nena                           | brasilianischer Fußballspieler                                                                                    | 87    |        |
| 17. November ? | Juri Demkow                    | sowjetisch-russischer Physiker                                                                                    | 84    |        |
| 17. November   | Emmy Göber                     | österreichische Politikerin                                                                                       | 81    |        |
| 17. November   | Siegfried Geesmann             | deutscher Fußballspieler                                                                                          | 83    |        |
| 17. November   | Wilhelm Kaiser-Lindemann       | deutscher Komponist                                                                                               | 70    |        |
| 17. November   | Christine Kayßler              | deutsche Schauspielerin                                                                                           | 87    |        |
| 17. November   | Gerhard Kleinmagd              | deutscher Politiker                                                                                               | 73    |        |
| 17. November ? | Leonid Kolesnikow              | sowjetischer Schwimmer                                                                                            | 73    |        |
| 17. November   | Lew Krugly                     | russischer Schauspieler                                                                                           | 79    |        |
| 17. November   | Steve MacDonogh                | irischer Schriftsteller und Verleger                                                                              | 61    |        |
| 17. November   | N. Viswanathan                 | indischer Hochschullehrer und Schauspieler                                                                        | 81    |        |
| 17. November   | Harry Whitaker                 | US-amerikanischer Jazzpianist                                                                                     | 68    |        |
| 18. November   | Heinz-Georg Wilhelm Migeod     | deutscher Offizier und Autor                                                                                      | 92    |        |
| 18. November   | Freddy Beras-Goyco             | dominikanischer Fernsehproduzent                                                                                  | 69    |        |
| 18. November   | John Bulloch                   | britischer Journalist                                                                                             | 82    |        |
| 18. November   | Isabelle Caro                  | französisches Model                                                                                               | 30    |        |
| 18. November   | Jim Cruickshank                | schottischer Fußballspieler                                                                                       | 69    |        |
| 18. November   | Hans Joos                      | deutscher Physiker                                                                                                | 83    |        |
| 18. November   | Rainer Knobloch                | deutscher Fußballspieler                                                                                          | 72    |        |
| 18. November   | Spyros Kotsopoulos             | griechischer Schauspieler                                                                                         | 43    |        |
| 18. November   | Samuel Kunz                    | deutscher KZ-Wachmann                                                                                             | 89    |        |
| 18. November   | Brian Marsden                  | britischer Astronom                                                                                               | 73    |        |
| 18. November   | Martin Noël                    | deutscher Maler und Grafiker                                                                                      | 54    |        |
| 18. November   | Hans Recknagel                 | deutscher Lehrer und Heimatforscher                                                                               | 72    |        |
| 18. November   | Abraham Serfaty                | marokkanischer Dissident                                                                                          | 84    |        |
| 18. November   | Gaye Stewart                   | kanadischer Eishockeyspieler                                                                                      | 87    |        |
| 18. November   | Dito Schanidse                 | sowjetischer Gewichtheber                                                                                         | 73    |        |
| 18. November   | Hans Tischler                  | US-amerikanischer Musikwissenschaftler und Komponist österreichischer Herkunft                                    | 95    |        |
| 19. November   | 75 Cents                       | kroatischer Rapper                                                                                                | 77    |        |
| 19. November   | Karl Bortoli                   | österreichischer Fußballspieler                                                                                   | 98    |        |
| 19. November   | Pat Burns                      | kanadischer Eishockeytrainer                                                                                      | 58    |        |
| 19. November   | Gérard Colinelli               | französischer Radrennfahrer                                                                                       | 57    |        |
| 19. November   | Lajos Demény                   | rumänischer Kunsthistoriker                                                                                       | 84    |        |
| 19. November   | Eystein Eggen                  | norwegischer Schriftsteller                                                                                       | 66    |        |
| 19. November   | Gerhard Einsele                | deutscher Geologe                                                                                                 | 85    | [ 6 ]  |
| 19. November   | June Gardner                   | US-amerikanischer Schlagzeuger und Bandleader                                                                     | 79    |        |
| 19. November   | Jochen Hageleit                | deutscher Sportreporter                                                                                           |       |        |
| 19. November   | Günter Hoog                    | deutscher Rechtswissenschaftler                                                                                   | 78    |        |
| 19. November   | Alcira Legaspi de Arismendi    | uruguayische Politikerin                                                                                          | 96    |        |
| 20. November   | Laurie Bembenek                | US-amerikanische Mörderin                                                                                         | 52    | [ 7 ]  |
| 20. November   | Horst Beulig                   | deutscher Fußballspieler                                                                                          | 88    |        |
| 20. November   | Roxana Briban                  | rumänische Sängerin                                                                                               | 39    |        |
| 20. November   | Wilfried de Decker             | deutscher Augenarzt und Hochschullehrer                                                                           | 75    |        |
| 20. November ? | Frans Feij                     | niederländischer Kommunalpolitiker                                                                                | 84    |        |
| 20. November   | David Frisby                   | britischer Soziologe                                                                                              | 66    |        |
| 20. November   | Walter Helmut Fritz            | deutscher Schriftsteller                                                                                          | 81    |        |
| 20. November   | Chalmers Johnson               | US-amerikanischer Politologe                                                                                      | 79    |        |
| 20. November   | Hannes Kirk                    | deutscher Fußballspieler und -trainer                                                                             | 86    |        |
| 20. November   | Rob Lytle                      | US-amerikanischer American-Football-Spieler                                                                       | 56    |        |
| 20. November   | Aimilios Metaxopoulos          | griechischer Hochschulrektor                                                                                      | 55    |        |
| 20. November   | Santha Devi                    | indische Schauspielerin                                                                                           | 85    |        |
| 20. November   | Annlies Schmidt-de Neveu       | deutsche Cellistin und Hochschullehrerin                                                                          | 95    |        |
| 20. November   | Matti Siimanainen              | finnischer Ringer                                                                                                 | 90    |        |
| 20. November   | Little Smokey Smothers         | US-amerikanischer Musiker                                                                                         | 71    |        |
| 20. November   | Lew Tokmakow                   | russischer Bilderbuchillustrator                                                                                  | 82    |        |
| 20. November   | Heinz Weiss                    | deutscher Schauspieler                                                                                            | 89    |        |
| 21. November   | Silverio Cavazos               | mexikanischer Politiker                                                                                           | 41    |        |
| 21. November   | Adelheid Dahimène              | österreichische Schriftstellerin                                                                                  | 54    | [ 8 ]  |
| 21. November   | Friedrich Deike                | deutscher Politiker                                                                                               | 79    |        |
| 21. November   | Norris Church Mailer           | US-amerikanisches Model und Autorin                                                                               | 61    |        |
| 21. November   | David Nolan                    | US-amerikanischer Politiker                                                                                       | 66    |        |
| 21. November   | Herbert Pohl                   | deutscher Fußballspieler und -trainer                                                                             | 94    |        |
| 21. November   | Blancanieve Portocarrero       | venezolanische Diplomatin                                                                                         | 75    |        |
| 21. November   | Almeida Prado                  | brasilianischer Komponist                                                                                         | 67    |        |
| 21. November   | Günther Saßmannshausen         | deutscher Manager                                                                                                 | 80    |        |
| 21. November   | Friedmar Teßmer                | deutscher Brigadegeneral                                                                                          | 70    |        |
| 22. November   | Jan Breur                      | niederländischer Radrennfahrer                                                                                    | 58    |        |
| 22. November   | Peter Carrette                 | britisch-australischer Photograph                                                                                 | 63    |        |
| 22. November   | William Cumming                | US-amerikanischer Maler                                                                                           | 93    |        |
| 22. November   | Josef Feger                    | deutscher Kommunalpolitiker                                                                                       | 90    |        |
| 22. November   | Frank Fenner                   | australischer Mikrobiologe                                                                                        | 95    |        |
| 22. November   | Ernst W. Fuhr                  | deutscher Jurist und Medienmanager                                                                                | 85    |        |
| 22. November   | Jun Fukamachi                  | japanischer Musiker und Komponist                                                                                 | 64    |        |
| 22. November   | Julien Guiomar                 | französischer Schauspieler                                                                                        | 82    |        |
| 22. November   | Adrian Hsia                    | chinesischer Literaturwissenschaftler, Germanist und Anglist                                                      | 71    |        |
| 22. November   | Kurt H. Illi                   | Schweizer Tourismusdirektor                                                                                       | 75    |        |
| 22. November   | David Lam                      | kanadischer Politiker und Unternehmer                                                                             | 87    |        |
| 22. November   | Winston Murray                 | guyanischer Politiker                                                                                             | 69    |        |
| 22. November   | Urbano Navarrete               | spanischer Kirchenrechtler und Kardinal                                                                           | 90    | [ 9 ]  |
| 22. November   | Anatoli Schakschin             | sowjetischer Erdölarbeiter                                                                                        | 81    |        |
| 22. November   | M. Ravi Varma                  | indischer Kameramann                                                                                              | 84    |        |
| 22. November   | Bernhard Witkop                | US-amerikanischer Chemiker                                                                                        | 93    |        |
| 23. November   | James Patrick Black            | US-amerikanischer Manager                                                                                         | 58    |        |
| 23. November   | Dieter Buttgereit              | deutscher Unternehmer                                                                                             | 77    |        |
| 23. November   | Scott Coleman                  | US-amerikanischer Rechtsanwalt                                                                                    | 47    |        |
| 23. November   | Pawel Lednjow                  | sowjetischer Moderner Fünfkämpfer                                                                                 | 67    |        |
| 23. November   | Doru Pantelimon                | rumänischer Fußballspieler                                                                                        | 55    |        |
| 23. November   | Ingrid Pitt                    | britische Schauspielerin                                                                                          | 73    |        |
| 23. November   | Thomas Schwaetzer              | US-amerikanischer Journalist und Aktivist                                                                         | 82    |        |
| 23. November   | James Tyler                    | US-amerikanischer Musiker und Musikwissenschaftler                                                                | 70    |        |
| 23. November   | George Otto Wirz               | US-amerikanischer Weihbischof                                                                                     | 81    |        |
| 24. November   | Arthur Bader                   | deutscher Journalist                                                                                              | 84    |        |
| 24. November   | Peter Christopherson           | britischer Musiker                                                                                                | 55    |        |
| 24. November   | Gerd Dessel                    | deutscher Politiker                                                                                               | 80    |        |
| 24. November   | Huang Hua                      | chinesischer Diplomat und Politiker                                                                               | 97    |        |
| 24. November   | Dimitris Karaflas              | griechischer Leichtathlet                                                                                         | 75    |        |
| 24. November   | Raphael Keppel                 | deutscher Friedens- und Umweltaktivist                                                                            | 62    |        |
| 24. November   | Lim Chong Eu                   | malaysischer Politiker                                                                                            | 91    |        |
| 24. November   | Molly Luft                     | deutsche Prostituierte                                                                                            | 66    |        |
| 24. November   | John McGreevey                 | US-amerikanischer Drehbuchautor                                                                                   | 87    |        |
| 24. November   | Klaus Terfloth                 | deutscher Botschafter                                                                                             | 81    |        |
| 24. November   | Sergio Valech Aldunate         | chilenischer Weihbischof                                                                                          | 83    |        |
| 25. November   | Winfried Berger                | deutscher Kirchenmusiker                                                                                          | 56    |        |
| 25. November   | Michail Bogoljubow             | sowjetischer Iranist                                                                                              | 92    |        |
| 25. November   | Michael Gahr                   | deutscher Schauspieler und Synchronsprecher                                                                       | 70    |        |
| 25. November   | Bernard Matthews               | britischer Unternehmer                                                                                            | 80    |        |
| 25. November   | Doris McCarthy                 | kanadische Künstlerin                                                                                             | 100   |        |
| 25. November   | Johny Michely                  | luxemburgischer Radrennfahrer                                                                                     | 76    |        |
| 25. November   | James Morrison                 | US-amerikanischer Politiker                                                                                       | 68    |        |
| 25. November   | Colin Slee                     | britischer Geistlicher                                                                                            | 65    |        |
| 25. November   | Ann Southam                    | kanadische Komponistin                                                                                            | 73    |        |
| 25. November   | Theresa Amerley Tagoe          | Politikerin im westafrikanischen Staat Ghana                                                                      | 66    |        |
| 25. November   | Miklós Tomka                   | ungarischer Soziologe                                                                                             | 69    |        |
| 25. November   | Giorgos Zotos                  | griechischer Journalist                                                                                           | 77    |        |
| 26. November   | Reno Achenbach                 | deutscher Fußballspieler                                                                                          | 49    |        |
| 26. November   | Gavin Blyth                    | britischer Fernsehproduzent                                                                                       | 41    |        |
| 26. November   | Rüdiger Dierstein              | deutscher Mathematiker und Informatiker                                                                           | 80    |        |
| 26. November   | Mohammad Anwar Elahee          | mauritischer Fußballspieler und -manager                                                                          | 81    |        |
| 26. November   | John Evers                     | österreichischer Jazzmusiker und Radiomoderator                                                                   | 71    | [ 10 ] |
| 26. November   | Milan Ferko                    | slowakischer Autor                                                                                                | 80    |        |
| 26. November   | Pascal Grosjean                | Schweizer Motorradsportler                                                                                        | 39    |        |
| 26. November   | Maria Hellwig                  | deutsche Sängerin                                                                                                 | 90    |        |
| 26. November   | Palle Huld                     | dänischer Schauspieler                                                                                            | 98    |        |
| 26. November   | Umanosuke Iida                 | japanischer Regisseur                                                                                             | 49    |        |
| 26. November   | Pinchas Menachem Joskowicz     | polnischer Rabbiner                                                                                               | 86    |        |
| 26. November   | Maximilian Kreuzer             | österreichischer Physiker                                                                                         | 50    |        |
| 26. November   | Mathou                         | deutscher Musiker und Kunstverleger                                                                               | 60    | [ 11 ] |
| 26. November   | Fritz Muschler                 | deutscher Komponist                                                                                               | 65    |        |
| 26. November   | Georges Noël                   | französischer Maler                                                                                               | 85    |        |
| 26. November   | Mario Pacheco                  | spanischer Musikproduzent                                                                                         | 60    |        |
| 27. November   | Richard Strössenreuther        | deutscher Fluglehrer                                                                                              | 88    |        |
| 27. November   | Walter Müller-Seidel           | deutscher Germanist                                                                                               | 92    |        |
| 27. November   | Manfred Biskup                 | österreichischer Dramaturg                                                                                        | 74    |        |
| 27. November   | Miodrag Djuric                 | jugoslawisch-französischer Maler                                                                                  | 77    |        |
| 27. November   | Paul Facchetti                 | italienisch-französischer Fotograf und Kunsthändler                                                               | 98    |        |
| 27. November   | Marcel Flückiger               | Schweizer Fußballspieler                                                                                          | 81    |        |
| 27. November   | Irvin Kershner                 | US-amerikanischer Regisseur und Fotograf                                                                          | 87    |        |
| 27. November   | Ninel Kusnezowa                | russische Juristin                                                                                                | 82    |        |
| 27. November   | John Steakley                  | US-amerikanischer Buchautor                                                                                       | 59    |        |
| 27. November   | Jakob Zweifel                  | Schweizer Architekt                                                                                               | 89    |        |
| 27. November   | Karl-Heinz Hinz                | deutscher Segelflugzeugbaumeister                                                                                 | 91    |        |
| 28. November   | Samuel Cohen                   | US-amerikanischer Physiker                                                                                        | 89    |        |
| 28. November   | Giorgos Foundas                | griechischer Schauspieler                                                                                         | 85    |        |
| 28. November   | Werner Godemann                | deutscher Schauspieler                                                                                            | 86    | [ 12 ] |
| 28. November   | Genro Koudela                  | österreichischer Zen-Meister                                                                                      | 86    |        |
| 28. November   | Irene Ludwig                   | deutsche Kunstsammlerin                                                                                           | 83    |        |
| 28. November   | Wladimir Maslatschenko         | sowjetischer Fußballspieler                                                                                       | 74    |        |
| 28. November   | Leslie Nielsen                 | kanadischer Schauspieler                                                                                          | 84    |        |
| 28. November   | Gene Polito                    | US-amerikanischer Kameramann                                                                                      | 92    |        |
| 28. November   | Mahavir Prasad                 | indischer Politiker                                                                                               | 71    |        |
| 28. November   | Asahina Shōjirō                | japanischer Entomologe                                                                                            | 97    |        |
| 29. November   | Bella Achmadulina              | russische Dichterin und Übersetzerin                                                                              | 73    |        |
| 29. November   | Irena Anders                   | polnische Theaterschauspielerin und Sängerin                                                                      | 90    |        |
| 29. November   | Fredo Bley                     | deutscher Maler                                                                                                   | 81    |        |
| 29. November   | Andrej Botaschow               | bulgarischer Schauspieler und Politiker                                                                           | 45    |        |
| 29. November   | Kamala Devi                    | US-amerikanisch-indische Schauspielerin                                                                           | 77    |        |
| 29. November   | Wolfgang Fränkel               | deutscher Jurist                                                                                                  | 105   |        |
| 29. November   | Hermila García Quiñones        | mexikanische Politikerin und Polizeichefin                                                                        | 38    |        |
| 29. November   | John Gerrish                   | US-amerikanischer Komponist                                                                                       | 100   |        |
| 29. November   | Peter Hofmann                  | deutscher Sänger                                                                                                  | 66    |        |
| 29. November   | Roy Kirby                      | britischer Jazzmusiker und Bandleader                                                                             | 68    |        |
| 29. November   | John Mantle                    | britischer Bischof                                                                                                | 64    |        |
| 29. November   | Mario Monicelli                | italienischer Filmregisseur                                                                                       | 95    |        |
| 29. November   | Margit Pflagner                | österreichische Schriftstellerin                                                                                  | 96    |        |
| 29. November   | Madschid Schahriari            | iranischer Atomwissenschaftler                                                                                    | ?     |        |
| 29. November   | Stephen J. Solarz              | US-amerikanischer Politiker                                                                                       | 70    |        |
| 29. November   | Helmut Wieczorek               | deutscher Politiker                                                                                               | 76    |        |
| 29. November   | Maurice V. Wilkes              | britischer Informatiker                                                                                           | 97    |        |
| 30. November   | Friedemann Bedürftig           | deutscher Journalist und Autor                                                                                    | 69    |        |
| 30. November   | Hans Ebersberger               | deutscher Fußballfunktionär                                                                                       | 77    |        |
| 30. November   | Garry Gross                    | US-amerikanischer Fotograf                                                                                        | 73    |        |
| 30. November   | Lieselott Herforth             | deutsche Kernphysikerin und Rektorin                                                                              | 94    |        |
| 30. November   | Jean Kirchen                   | Luxemburger Radrennfahrer                                                                                         | 90    |        |
| 30. November   | Ueli Luginbühl                 | Schweizer Radsportler                                                                                             | 69    | [ 13 ] |
| 30. November   | Klaus Mühlsiegl                | österreichischer Tanzlehrer                                                                                       | 72    |        |
| 30. November   | Erik Pasche                    | deutscher Ingenieur                                                                                               | 55    |        |
| 30. November   | Imre Sátori                    | ungarischer Fußballspieler                                                                                        | 73    |        |
| 30. November   | Monty Sunshine                 | britischer Jazzmusiker und Bandleader                                                                             | 82    |        |
| 30. November   | Max Vrecer                     | österreichischer Filmregisseur                                                                                    | 59    |        |
| 30. November   | Lothar von Wolfersdorf         | deutsche Mathematiker                                                                                             | 76    |        |